# Mobilize (marque)
Mobilize est un constructeur automobile et une marque du groupe Renault dédiée aux nouvelles mobilités et aux services, créée en janvier 2021. Elle fait partie des quatre marques du groupe avec Renault, Dacia et Alpine.
Mobilize,,, est présent dans plusieurs pays à travers le monde, dont la France, l’Allemagne, l’Espagne, le Royaume-Uni, le Maroc. Mobilize a déposé quatre noms pour ses modèles auprès de l'Office européen des brevets : Duo, Bento, Limo et Hippo. Elle détient également la marque Zity d'autopartage. L’entité centre son offre sur la location, le libre-partage et les services, partant du principe que les conducteurs ne vont plus privilégier l'acquisition de véhicules.

## Historique
La marque Mobilize est créée en janvier 2021 dans le cadre du plan Renaulution de Luca de Meo,. Elle se destine alors à se spécialiser dans les services autour de la mobilité, : service de recharge (Mobilize Power Solutions), analyste des données liées à la conduite (qualité des routes, identification des zones accidentogènes, analyse de la voirie, des données de trafic et de pollution, etc.), financement (Mobilize Financial Services), assurance, maintenance, constructeur automobile, etc.
En mai 2022, RCI Bank and Services devient Mobilize Financial Services.
En février 2023, Gianluca De Ficchy devient le directeur général de Mobilize. En juin 2023, Mobilize annonce le lancement de sa borne de recharge bidirectionnelle Powerbox, dans le cadre de la commercialisation de la nouvelle Renault 5 électrique,. 
En juillet 2023, la filiale de Mobilize Financial Services, Mobilize Lease&Co, annonce avoir fait l'acquisition de deux sociétés allemandes appartenant au Groupe MeinAuto, Mobility Concept et de MeinAuto. En août 2023, Mobilize fait l'acquisition de parts dans Select Car Leasing, une société de leasing au Royaume-Uni,,.

## Services et véhicules

### Services

#### Mobilize Power Solutions
Mobilize Power Solutions, anciennement Elexent, est l'entité dédiée à la recharge électrique. Le service est déployé dans 11 pays.

##### Mobilize V2G
La technologie V2G de Mobilize se concrétise par une solution de recharge permettant de recharger, mais aussi de redistribuer en électricité le réseau, grâce à un chargeur bidirectionnel qui automatiquement, redirige le flux d'énergie selon le cout et à l'avantage du propriétaire du véhicule.
L'acronyme signifie « Vehicle To Grid » (du véhicule vers le réseau électrique).

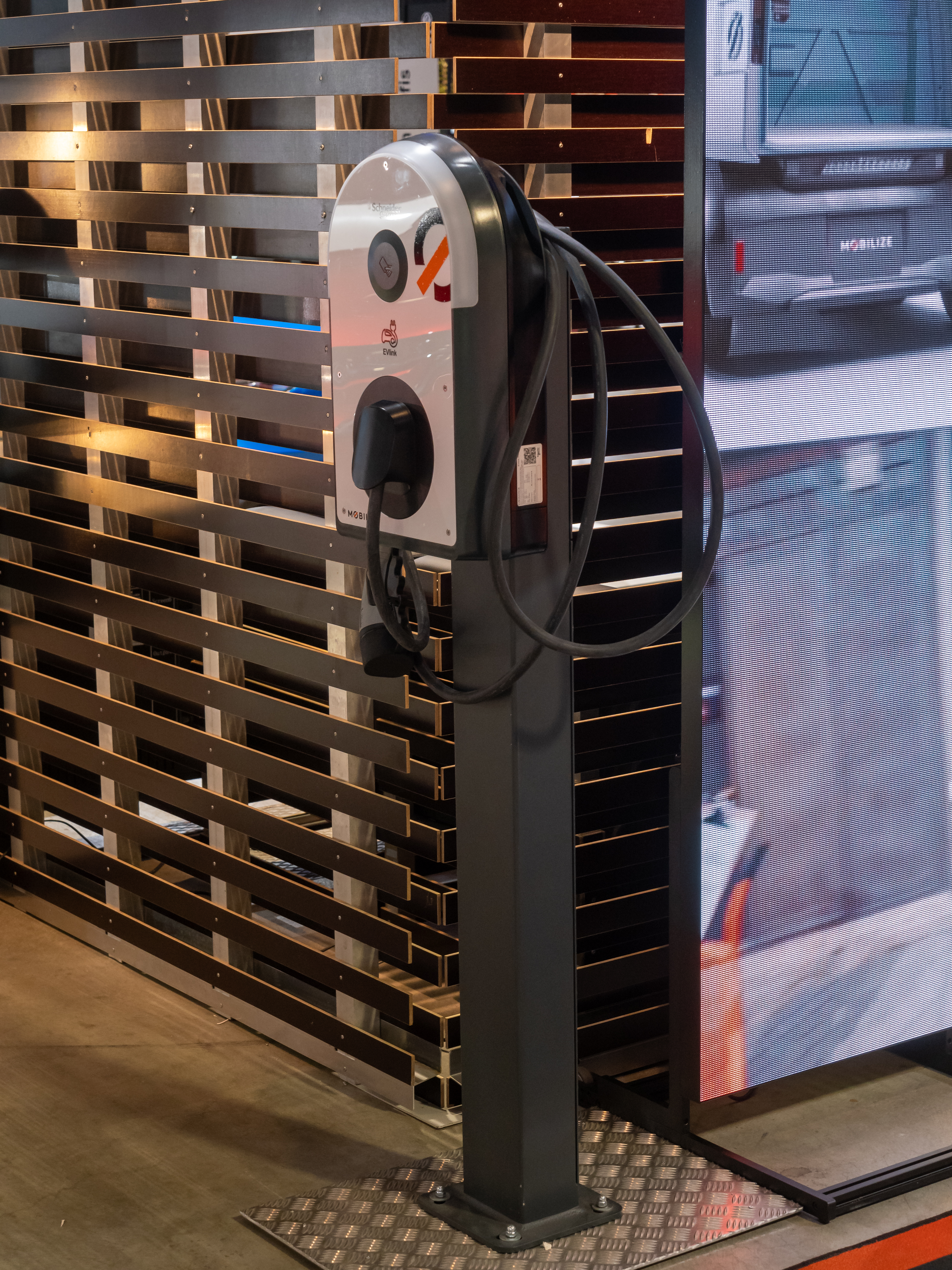
Une borne Mobilize Fast Charge en 2024.

##### Mobilize Fast Charge
En octobre 2022, Mobilize annonce la mise en place d'un réseau de recharge rapide européen pour 2024.

#### Location (Mobilize Lease&Co)
Pour ses modèles, Mobilize table sur un modèle basé sur la location accompagnée de service. La location à la carte fait partie des offres.

#### Auto-partage

##### Mobilize Share

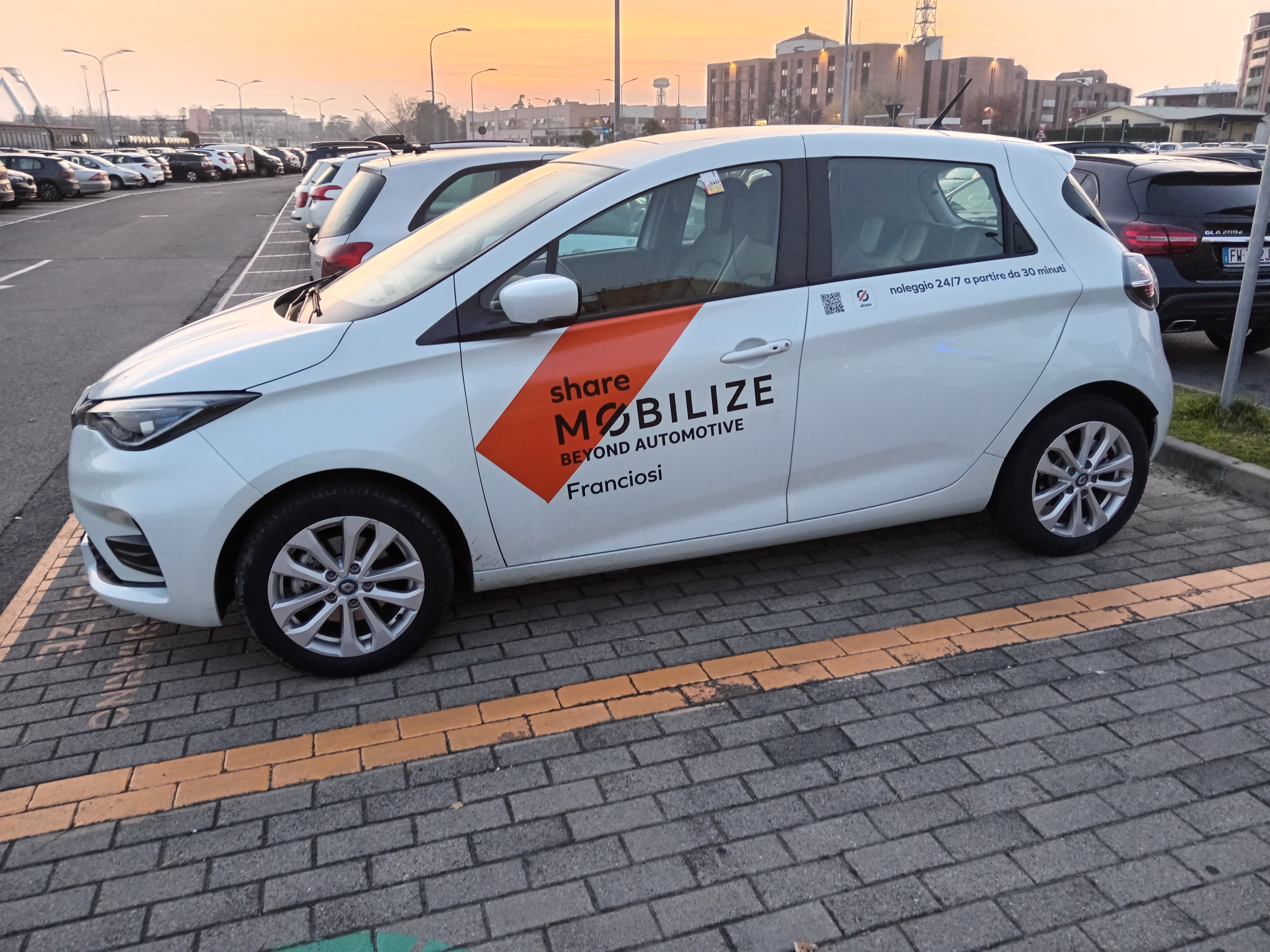
Un véhicule Mobilize Share, à Modène en Italie.

Mobilize Share est le service d'auto-partage de Mobilize, premier service de ce type en France,,.

##### Zity
Zity est la filiale de la Mobilize dédiée à l'auto-partage. En 2022, son chiffre d'affaires s'élève à 12 millions d'euros.

#### Traitement de la donnée
Mobilize développe des logiciels et des algorithmes de traitement de données consacrées à l'amélioration des routes et de la sécurité routière,.

#### Services financiers (Mobilize Financial Services)
Mobilize Financial Services est la marque dédiée aux services financiers de Mobilize. Elle est déjà présente à travers le monde et opère, entre autres, en partenariat avec Nissan.
En mars 2023, Mitsubishi choisit comme unique prestataire de ses services de financement Mobilize,. Parmi les marques de Mobilize Financial Services, il y a le service de location longue durée Mobilize Lease&Co.

### Véhicules

#### Mobilize Limo
En novembre 2023, Renault annonce que la berline électrique - initialement prévue pour les taxis et VTC - ne sera pas commercialisée.

#### Mobilize Duo / Bento
Les Mobilize Duo et Bento sont des quadricycles électriques.
La Mobilize Duo est considérée comme la nouvelle Twizy,,. Le modèle est disponible en deux versions - 45 et 80 et permet de transporter deux personnes (biplace) assis l'un dernière l'autre.
La Mobilize Bento est la version utilitaire de la Mobilize Duo.
Le lancement de ces deux véhicules est prévu pour l’année 2024.

#### Mobilize Hippo
Le modèle Hippo est un utilitaire adapté à la livraison au dernier kilomètre. Il est présenté pour la première fois, dans une version prototype, à l'occasion du salon Viva Tech 2021.